# Estação Central de Berlim

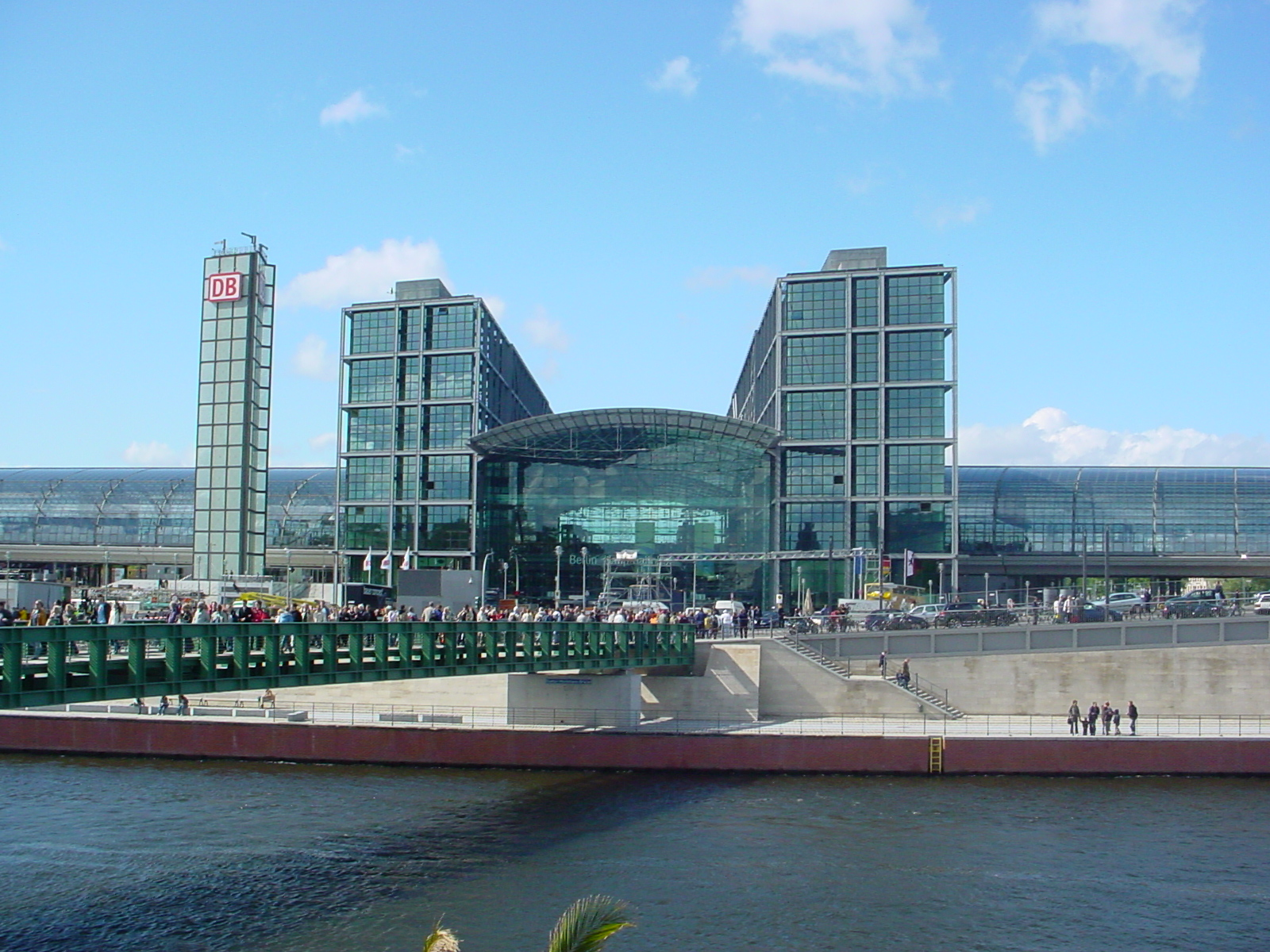
Berlin Hauptbahnhof – vista da fachada sul.

A Estação Central de Berlim (em alemão:  Berlin Hauptbahnhof) é a maior estação ferroviária de interseção em múltiplos níveis da Europa.
Foi construída nos antigos terrenos da Estação de Lehrte, em alemão Lehrter Bahnhof, e da estação Lehrter Stadtbahnhof, tendo entrado em funcionamento a 28 de maio de 2006. A estação, projetada pelo arquiteto Meinhard von Gerkan, é uma parte elementar do "conceito cogumelo", nome dado ao projeto de reorganização do transporte ferroviário berlinense de passageiros.

## Desenvolvimento histórico
Lehrter Bahnhof (1868–1951)

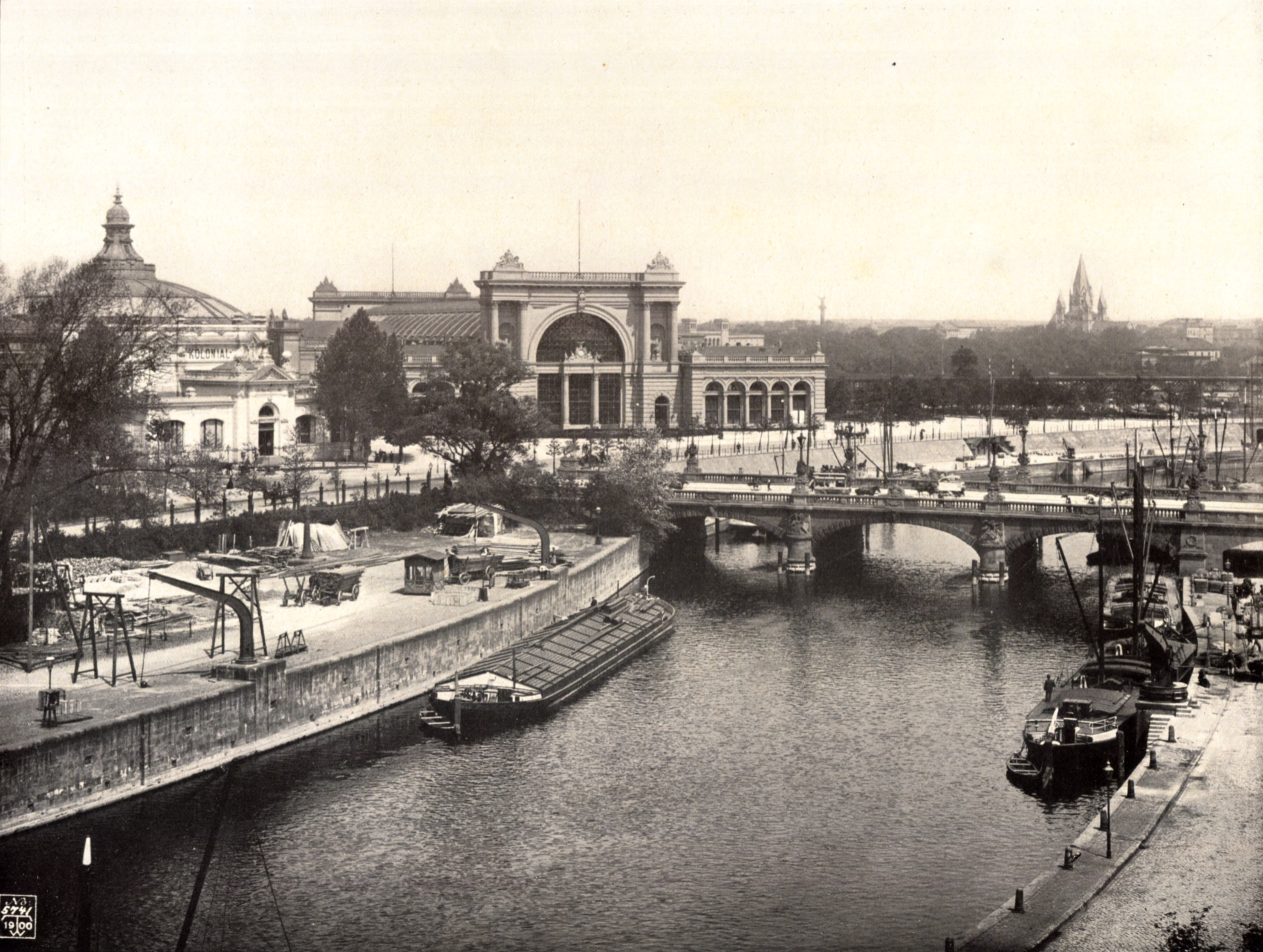
Lehrter Bahnhof por volta de 1900.

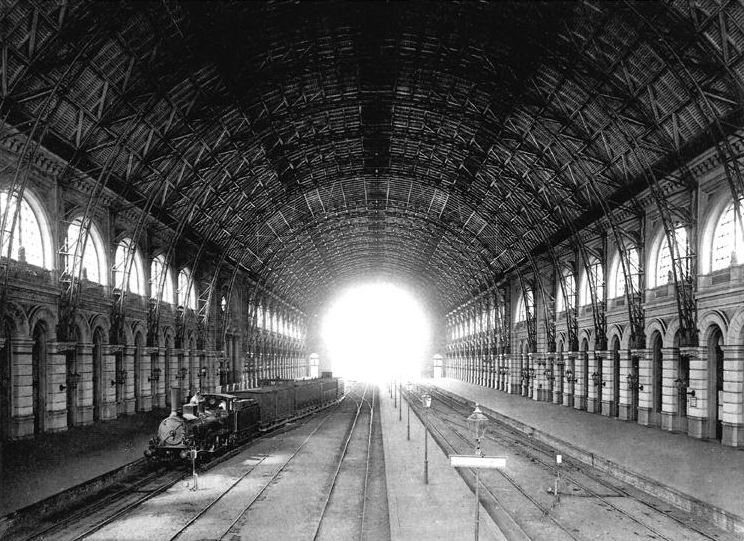
Salão do Lehrter Bahnhof, 1879.

De 1868 a 1871 a Magdeburg-Halberstädter Eisenbahn-Actiengesellschaft construiu a ferrovia de 239 km, Lehrter Bahn, que ligava Hanôver a Berlim. A cidade de Lehrte era o primeiro cruzamento ferroviário próximo a Hanôver. A sociedade que, primeiramente, fazia propaganda para a construção do trecho, chamava-se por motivos políticos "Berlin-Lehrter-Komitee". Como ponto final do trecho, foi construída uma estação terminal - o Lehrter Bahnhof - bem próximo à Estação de Hamburgo, Hamburger Bahnhof. Foi desenvolvida a partir da conceção dos arquitetos Alfred Lent, Bertold Scholz e Gottlieb Henri Lapierre às margens do rio Spree, diretamente às margens do Humboldthafen.
Ao contrário das estações de trens de longa distância até aquele momento, que possuíam fachadas de tijolos, a arquitetura da nova estação deveria receber um caráter representativo, já que estava comprometida ao neo-renascimento francês. Devido a motivos de custos, abriu-se mão da construção com pedras, e tijolos foram usados em seu lugar. Devido à sua arquitetura suntuosa, ela era tida como o "palácio entre as estações",
O salão de plataformas da estação tinha um comprimento de 188 e 38 metros de largura. Era de nave única com uma abóbada suportada por arcos de aço. Tanto no oeste quanto no leste, havia asas que se conectavam com esse salão. Como antigamente era comum, a estação era dividida em uma área de chegadas no oeste e uma área de partidas no leste para a maior funcionalidade. Originalmente, existiam cinco pares de trilhos, mas somente quatro davam acesso às plataformas, o quinto servia para a marcha à ré das locomotivas. Por volta de 1900, um dos pares de trilho foi retirado para o alargamento da plataforma central.
A bem enfeitada fachada frontal do edifício com o portal principal permanecia sem significância no trânsito, já que na asa leste, de onde partiam os trens, havia a possibilidade de trânsito de coches junto à entrada.
Em 1907, foi considerado transformar o Bahnhof Papestraße em "Estação Sul de Berlim" e o Bahnhof Gesundbrunnen em "Estação Norte de Berlim", além de fazer do Lehrter Bahnhof a "Estação Central". As estações Anhalter e Potsdamer iriam ser desativadas a partir dessa concepção. A mudança não foi concretizada no entanto.
O Lehrter Bahnhof funcionou de 1871 até 1951. Durante a Segunda Guerra Mundial, a estação foi fortemente danificada. Após a guerra, as ruínas consumidas pelo fogo foram reparadas até o ponto que o uso emergencial da estação fosse possível, já que não havia outras alternativas. Em 28 de agosto de 1951, partiu o último trem para Wustermark e Nauen do salão agora aberto. Em 9 de julho de 1957, começou a demolição das ruínas; em 22 de abril de 1958 o portal principal foi implodido. O entulho foi reaproveitado na reconstrução da cidade. Os trabalhos de demolição provaram ser difíceis e se estenderam até o verão de 1959, já que o salão do Lehrter Stadtbahnhof e o "Viaduto férreo de Berlim", Berliner Stadtbahn, não poderiam ser danificados.
Lehrter Stadtbahnhof (1882–2002)

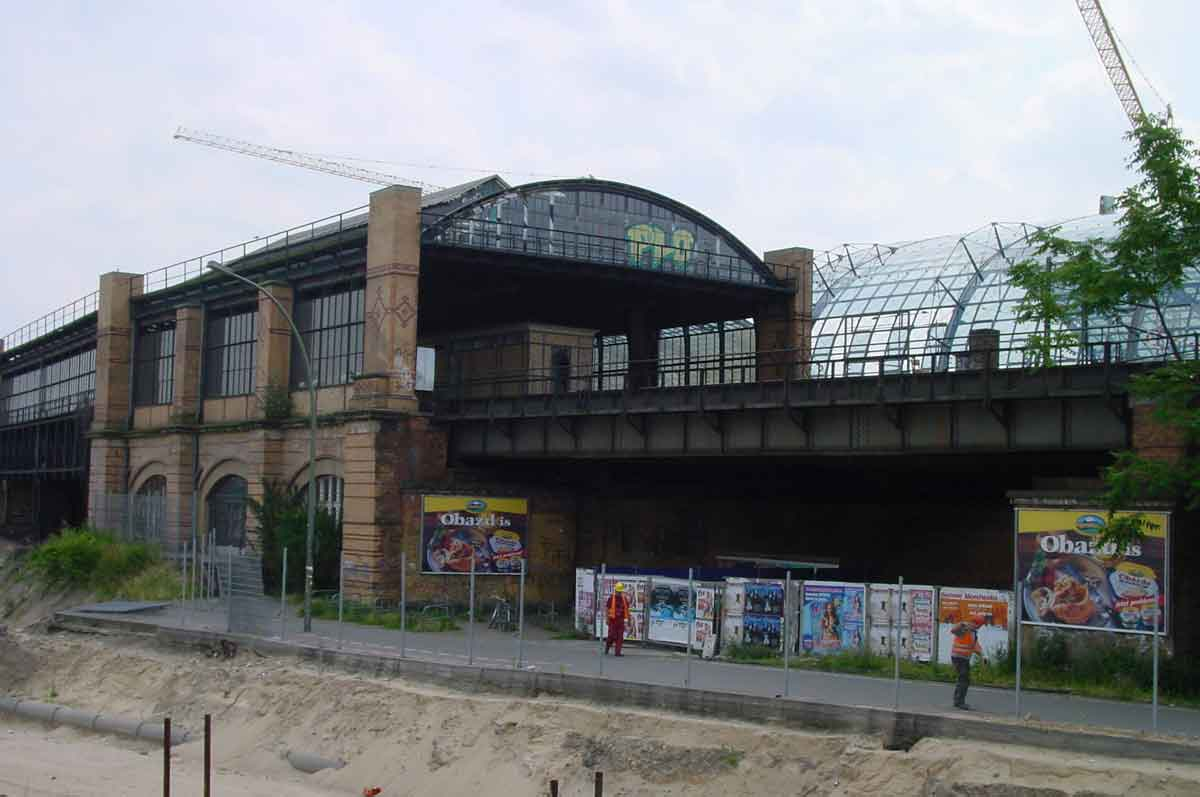
Lehrter Stadtbahnhof, pouco antes da demolição.

Em 15 de maio de 1882, foi inaugurada a Stadtbahn, que era um trecho ferroviário de quatro pares de trilho paralelos que atravessavam a cidade em sentido leste-oeste, servindo ao transporte de carga e de passageiros para as cidades vizinhas. Ela deveria ligar as estações de Charlottenburg, Lehrter Bahnhof, Schlesischer Bahnhof assim como o centro da cidade. Diretamente no face norte do salão do Lehrter Bahnhof, foi construído ortogonalmente aos trilhos da estação terminal o Lehrter Stadtbahnhof como estação da Stadtbahn em cima de seu viaduto.
Com a inauguração do Lehrter Stadtbahnhof, a necessidade de ligações de longa distância a partir da Lehrter Banhof aumentou substancialmente. Devido a isso, o trânsito ferroviário em direção a Hamburgo, Noroeste da Alemanha e Escandinávia, que até aquele momento partia do Hamburger Bahnhof, localizado a trezentos metros de lá na Invalidenstraße (Rua dos Inválidos), foi transferido para ele.
Em 1886, a Berlin-Lehrter-Bahn, "Ferrovia Berlin-Lehrte", e junto a ela o Lehrter Bahnhof foram estatizados e passaram a ser propriedade da Preußische Staatseisenbahnen, "Ferrovias estatais prussianas".
O Lehrter Bahnhof era conhecido antigamente por suas rápidas ligações férreas; já em 1872 partiam  de lá trens expressos com uma velocidade de 90 km/h. A partir de 19 de dezembro de 1932, transitava pela primeira vez o "Fliegender Hamburger", "Hamburguês Voador", apelido de um trem movido por uma locomotiva veloz a diesel que alcançava 160 km/h no seu trajeto de 138 minutos até Hamburgo.
O aumento do trânsito no Lehrter Bahnhof fazia necessárias reformas na estrutura dos trilhos. Em virtude dessas obras, a ponte de ligação em baixo da Lehrter Stadtbahnhof que ligava uma estação a outra foi também reformada abrangentemente em 1912 e 1929. Desde de 1929, trafega o trem rápido metropolitano no Lehrter Stadtbahnhof. A partir de 1° de dezembro de 1930, esses passaram a se chamar S-Bahn, o Lehrter Stadtbahnhof passou a ser, então, uma "estação-S", S-Bahnhof.
Após 1951, o S-Bahnhof perdeu importância, já que a baldeação para o velho Lehrter Bahnhof não existia mais. Na Stadtbahn, o Lehrter Stadtbahnhof era a última estação em Berlim Ocidental; a próxima, Friedrichstraße, já ficava no setor soviético. Com a construção do Muro de Berlim em 1961, ele perdeu totalmente sua importância devido à proximidade ao muro.
O Lehrter Stadtbahnhof, que foi conservado em suas formas originais após a Segunda Guerra e era, inclusive, classificado como patrimônio histórico, foi amplamente restaurado em 1987 por dez milhões de marcos para o aniversário de 750 anos de Berlim. Apesar disso, foi demolido em virtude da construção da nova Estação Central de Berlim.

## Berlin Hauptbahnhof – Lehrter Bahnhof (2002–2006)
Planejamento

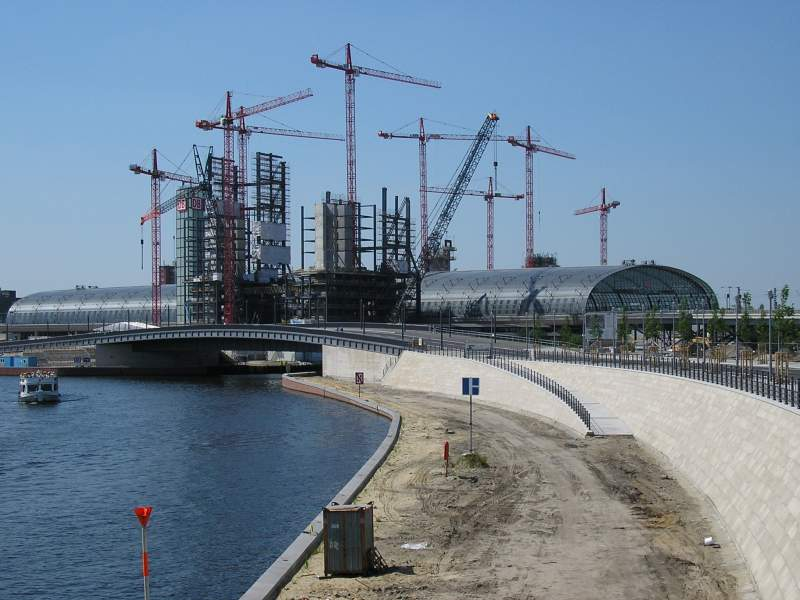
Obras do Hauptbahnhof – Lehrter Bahnhof, maio de 2005.

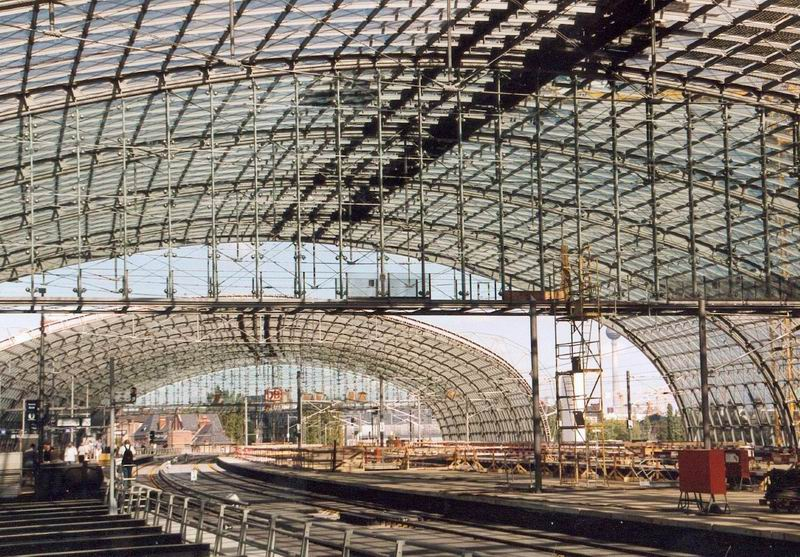
Obras do Hauptbahnhof – Lehrter Bahnhof, visão interna.

Já logo após a queda do Muro em 1989, os urbanistas do Senado de Berlim começaram a desenvolver um projeto de transportes públicos para a Berlim unificada, o que levou à criação do "conceito cogumelo". Esse conceito previa uma "estação de cruzamento" (mais correto: estação torre) no lugar do Lehrter Stadtbahnhof. A estação, concebida para estação tanto de longa distância como regional, deveria oferecer a opção de baldeação para o S-Bahn e o metrô. Em junho de 1992, o Governo alemão aprovou a construção da estação e foi lançada uma competição para o projeto "Estação de Lehrte", que o escritório de arquitetura hamburguês Gerkan, Marg und Partner ganhou.
Obras
A construção da Estação Central de Berlim se deu em várias etapas. Em 1995, deu-se início à construção do túnel do Tiergarten, que chegou ao fim em 2005 com a conclusão do último trecho por baixo da estação. O túnel possui quatro galerias para os trens regionais e de longa distância, duas para o metrô e, além disso, uma galeria rodoviária, que é ventilada através de uma torre-chaminé de 60 metros. Para a escavação do túnel, o leito do rio Spree teve que ser desviado entre 1996 e 1998. Devido a vazamentos do rio no túnel ocorreu um atraso de mais de um ano na obra.
Em 2001, começou a construção das pontes para o novo traçado da Stadtbahn. A partir de 2002, deram início à obra da cobertura para as futuras plataformas. Colocar em prática o projeto da cobertura de vidro e aço foi um trabalho muito difícil para os responsáveis, ainda mais com a decisão de seu encurtamento em 110 m feita já durante as obras.
No ano de 2003, as pontes e o salão principal já estavam praticamente prontos, o que possibilitava o desvio para o novo traçado. Com isso, o velho Lehrter Stadtbahnhof podia ser demolido, abrindo, assim, espaço para a construção do edifício da estação.

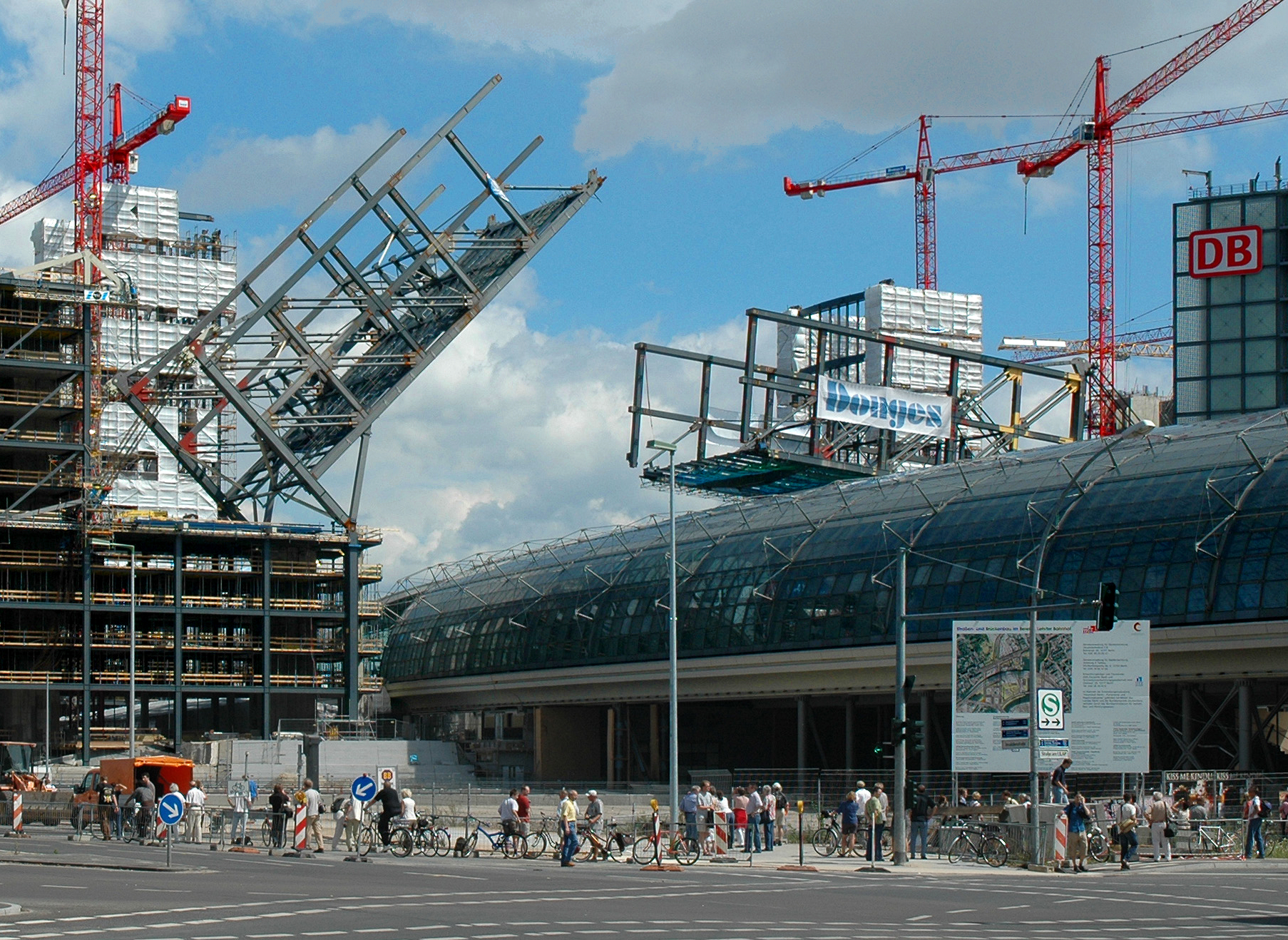

O começo das obras dos "prédios-arco", dois prédios comerciais erigidos nas laterias da parte central da estação, formando um arco em volta do salão superior de plataformas, foi em 2005. Para se formar o arco, as metades das pontes foram construídas separadamente na vertical "em direção ao céu" e em dois fins-de-semana em julho e agosto de 2005 foram abaixadas através de um método de engenharia único no mundo. As pontes com 1250 toneladas cada foram abaixadas por cabos com a velocidade de 6 metros por hora. A lacuna de 2 metros entre os dois elementos foi fechada em seguida.
Hany Azer foi o chefe do projeto e mestre de obra da Deutsche Bahn AG responsável pela construção da Estação Central de Berlim.
Festa de inauguração

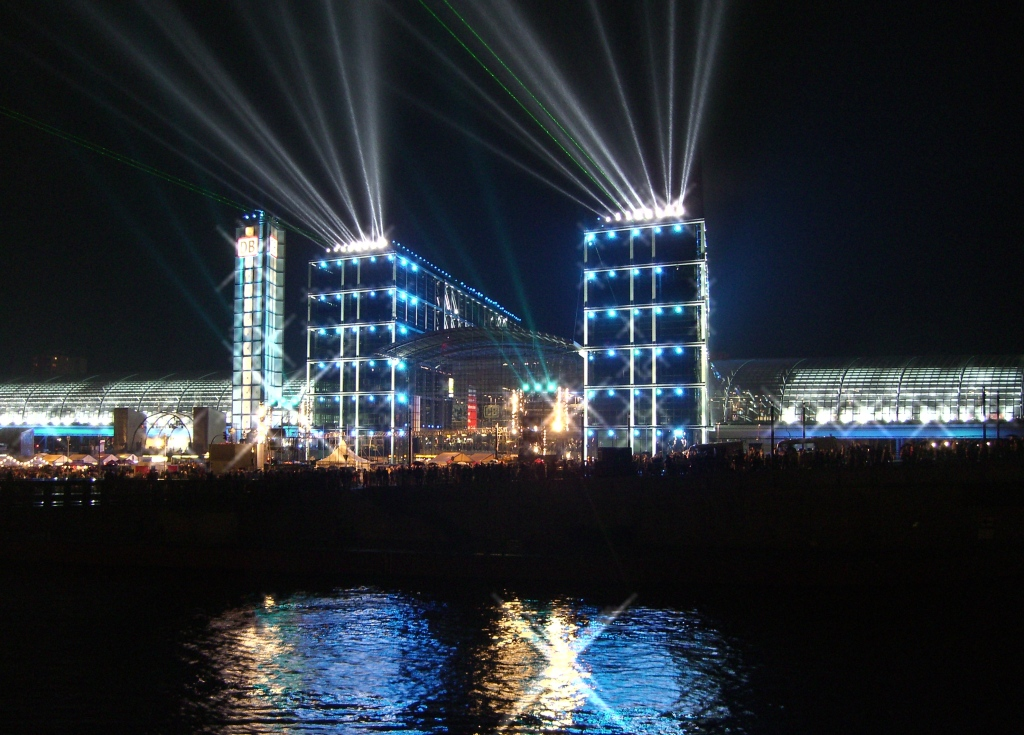
Festa de inauguração do Berlin Hauptbahnhof ("Lichtsinfonie").

A estação foi inaugurada no começo da noite do dia 26 de maio de 2006 pela chanceler alemã Angela Merkel, que, juntamente ao ministro dos transportes Wolfgang Tiefensee chegou em um trem ICE vindo de Leipzig escalado especialmente para o evento e, assim, abriu as festividades. No final da noite após shows do cantor de soul Ayman, da banda berlinense Mariannenplatz e da banda de rock Reamonn, foi apresentado o espetáculo de luzes "Lichtsinfonie", "sinfonia da luz", criado pelo artista Jerry Appelt. Daquela noite até o dia seguinte, a estação permaneceu aberta para visitantes. No dia seguinte, inclusive, além do show da banda alemã BAP na Estação Central, houve também eventos de inauguração em outras estações novas da cidade, Gesundbrunnen, Potsdamer Platz e Südkreuz. Oficialmente, a Estação Central de Berlim só entrou em funcionamento, no entanto, no dia 28 de maio.
Definição do nome
Por muito tempo houve discussões sobre o nome da nova estação. A população e o governo de Berlim queriam manter o tradicional nome "Lehrter Bahnhof", que, inclusive, era o único título de trabalho do projeto de construção nas fases preliminares. Mais tarde, a Deutsche Bahn usou do argumento que o nome poderia levar à confusão e que não espelhava a sua posição central, sendo Berlin Hauptbahnhof o único nome adequado. Devido a protestos por parte da população, o senador berlinense para Desenvolvimento Urbano e Transportes, Peter Strieder, e o presidente da Deustche Bahn AG, Hartmut Mehdorn, ordenaram uma consulta pública à população sobre o assunto. Entre três alternativas, um maioria de 70% dos 7.860 consultados preferiu a permanência do nome "Lehrter Bahnhof". Apesar dessa preferência por parte dos berlinenses e de diversos protestos, a Deutsche Bahn e o governo de Berlim decidiram-se pelo nome duplo "Berlin Hauptbahnhof - Lehrter Bahnhof". Na primavera de 2005, a Deutsche Bahn informou que a partir da inauguração a estação deixaria de ter o nome duplo e passaria a se chamar somente "Berlin Hauptbahnhof". Só as placas da plataforma destinada ao S-Bahn no salão superior ainda mantém o adicional "Lehrter Bahnhof".

## Arquitetura e construção

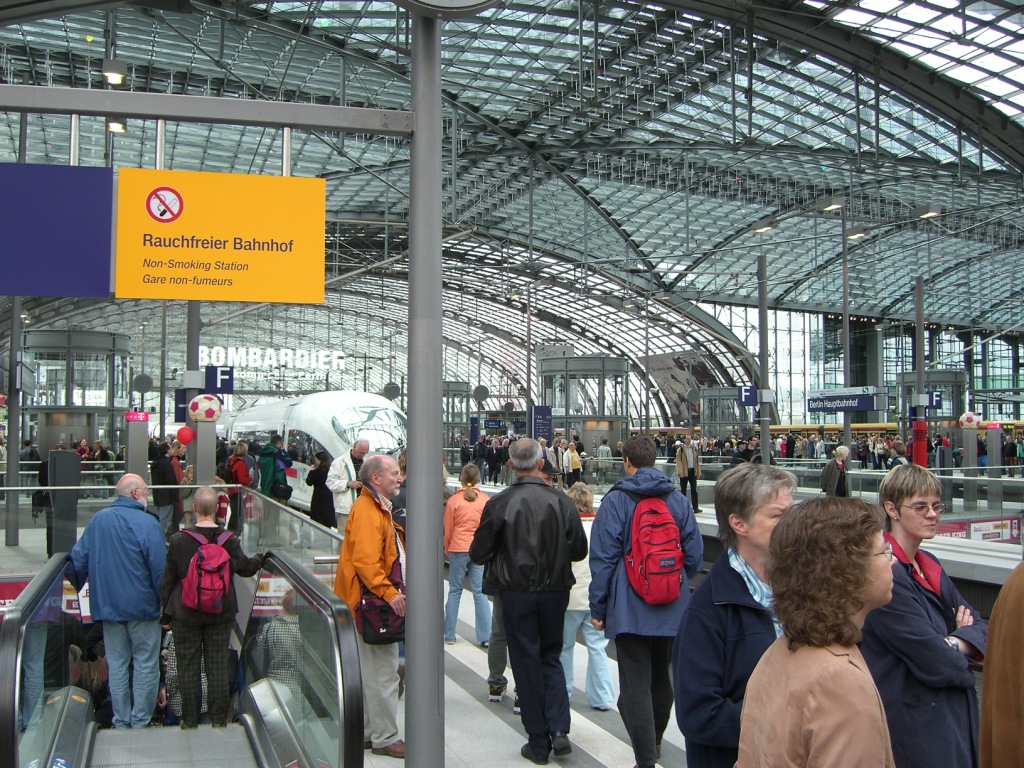
Piso superior
(Traçado leste-oeste)
S-Bahn e tráfego regional.

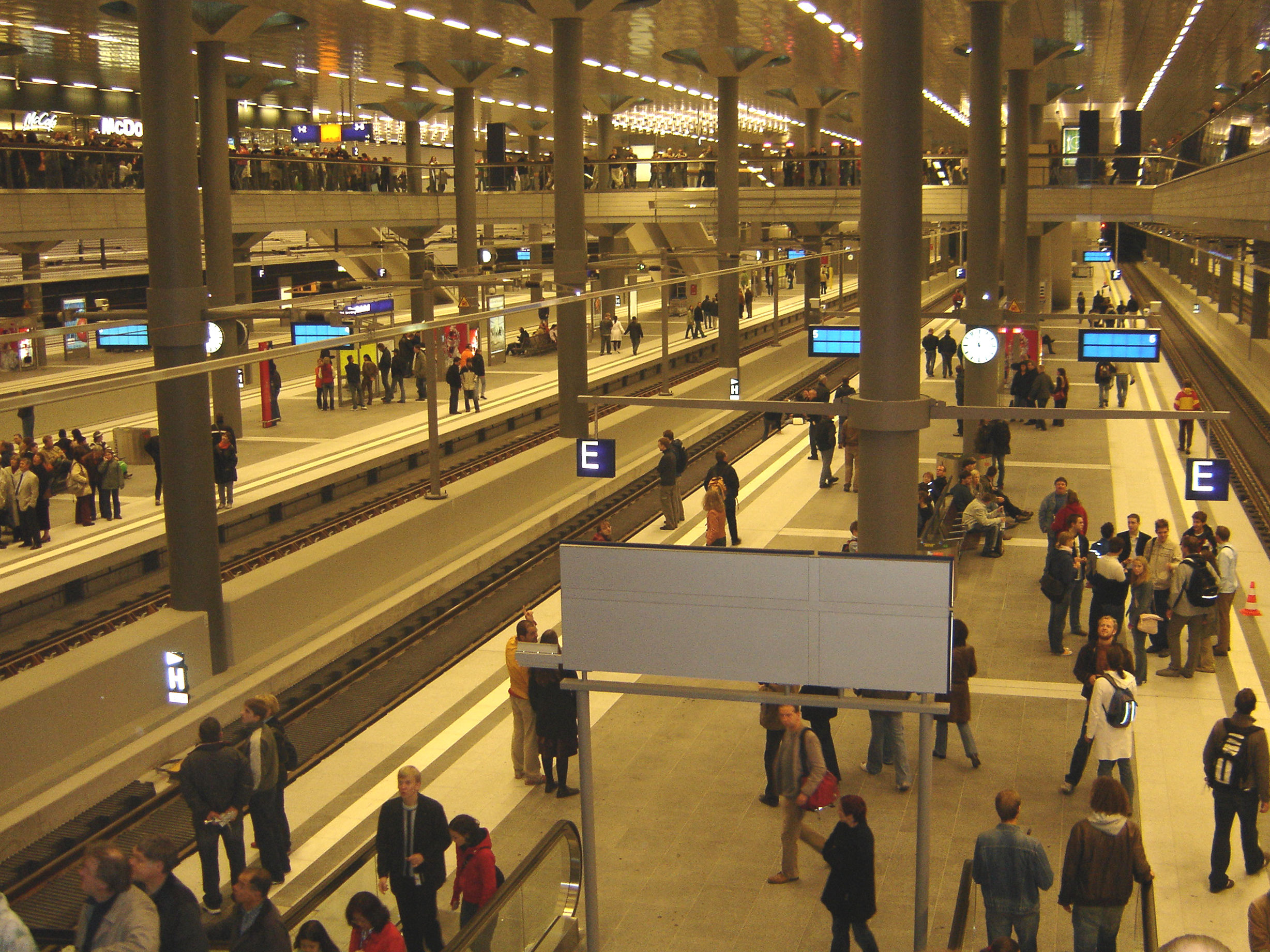
Piso inferior
(Traçado norte-sul)
Tráfego regional e de longa distância.

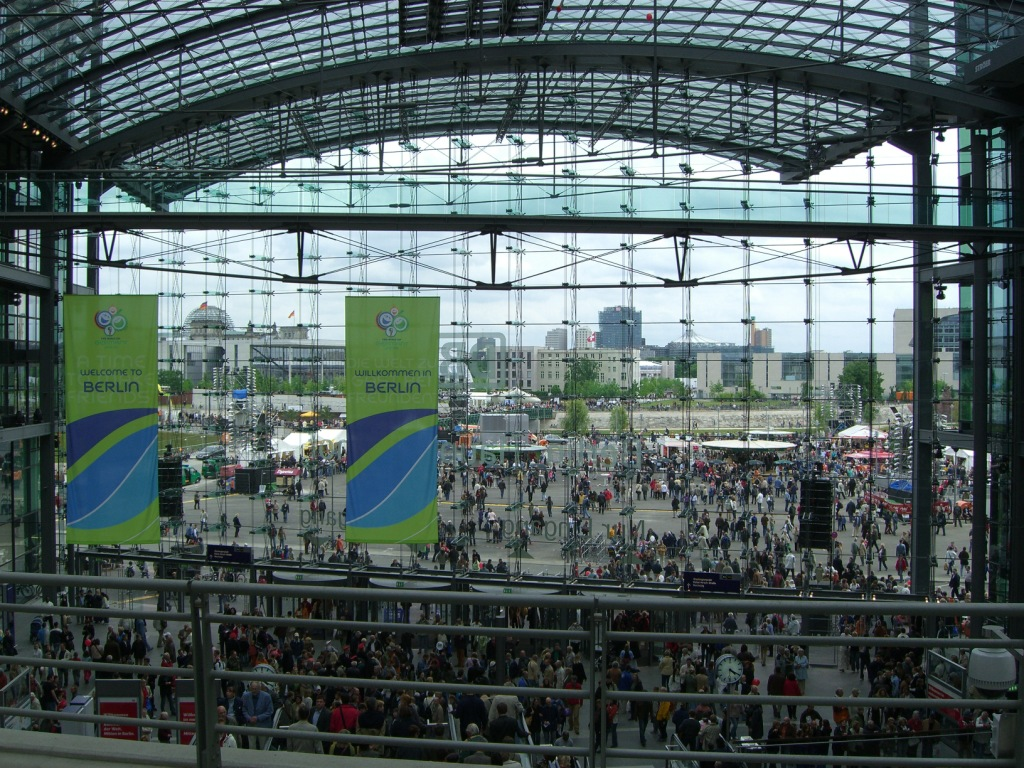
Área de entrada sul, vista do Regierungsviertel, "Bairro do Governo".

A estação é formada por dois níveis principais que servem ao tráfego ferroviário e três níveis circulação e de lojas. Os níveis principais são o da ligação leste-oeste, cujos seis trilhos e três plataformas ficam suspensos a 10m acima do nível da rua num viaduto, assim como o da ligação norte-sul, cujos oito trilhos e quatro plataformas se encontram em uma profundidade de 15m. Os trilhos, que são ligados ao Túnel do Tiergarten (Tiergartentunnel), passam na direção sul por baixo do leito do rio Spree e, em seguida, por baixo do gramado em frente ao Reichstag até a parte sul da Potsdamer Platz. Em direção ao norte, os trilhos da parte subterrânea da estação são ligados ao anel ferroviário. A estrutura para uma estação para a linha de metrô 55, "Kanzler-U-Bahn", que está em construção, foi também preparada.
As pontes da "Stadtbahn" passam não só por cima da área da estação, mas também por cima do Humboldthafen, "Porto de Humboldt", e possuem, portanto, 450 metros de comprimento. De acordo com o traçado, elas são curvadas e se alargam de 39 m para 66 m, para poderem acomodar dois traçados de trilhos adicionais, totalizando seis na estação, além das plataformas necessárias para o embarque e desembarque. O vão central da ponte mede 60 m e atravessa o Humboldthafen. A construção é formada por um arco de tubos de aço coberto por uma laje de concreto como cobertura.
O salão de plataformas do traçado leste-oeste possui 321 metros de comprimento e é formado por uma construção de teto de vidro curvado em forma de tubo e sem pilastras. Na área de vidro, foram integradas células fotovoltaicas. O salão possui de 59 a 68 metros de largura, assim como 16 metros de altura no máximo. Ele, além disso, é dividido em 3 segmentos, o do oeste com 172 metros e o do leste com 107 metros de comprimento. Entre esses, localiza-se o telhado norte-sul de 42 metros de largura e 210 de comprimento, cuja abóboda forma juntamente com o envergado telhado principal uma cúpula no cruzeiro. O telhado norte-sul encontra-se entre os dois "prédios-arcos", que foram construídos acima do salão e a ele são fixados.
Custos da obra
Segundo dados da mídia, os custos totais da obra foram de aproximadamente 700 milhões de euros. Incluindo renovação de todo o sistema ferroviário berlinense foram investidos por volta de 10 milhões de euros no total.
Mudanças
O telhado da Stadtbahn foi, na verdade, projetado para ter 430 metros, entretanto, foi feito  uma mudança de última hora no projeto, fazendo com que, atualmente, faltem 90 metros de telhado no lado oeste e 20 metros no lado leste.
Como justificativa para essa medida foi dado o fato de que só assim a estação poderia ser inaugurada antes da Copa de 2006. Devido ao projeto original de cobertura total das plataformas, não seria possível a abertura da estação a tempo desse evento de grande porte, nem parcialmente, já que o Órgão Federal de Ferrovias Alemães, Eisenbahnbundesamt (EBA), se posicionou contra a continuação das obras no telhado com a estação já em funcionamento. Outra razão seria a diminuição de custos. Todavia, o encurtamento posterior levou ao ajuste de certas peças já prontas além da necessidade de outras novas, o que fez o encurtamento se tornar paradoxalmente mais caro do que se o projeto original tivesse sido seguido. Como várias peças do telhado (estrutura de aço e envidraçado) já foram produzidos e se encontram guardados na Estação Leste de Berlim, a extensão do telhado atual se torna teoricamente possível, apesar de ela ser bem mais difícil com a estação em funcionamento, além de que ela teria de de ser autorizada pela EBA.
Também modificado foi o teto das plataformas subterrâneas. Originalmente, estava prevista um teto claro semelhante a uma abóbada que teria dado uma impressão mais rítmica à espaçosa área interna da estação. O projeto foi modificado (sem o envolvimento do arquiteto von Gerkan) e foi construído um teto comum plano.
O arquiteto Meinhard von Gerkan pronunciou-se sobre o assunto e afirmou que essas modificações aumentaram os custos da obra, assim como até estenderam a duração da obra. Ele vê como justificativa somente o fato de que Hartmut Mehdorn querer se mostrar. Um discurso na inauguração de sua obra, também sobre as modificações, não lhe foi autorizado.
Von Gerkan entrou com um processo contra a Deutsche Bahn AG em outubro de 2005 devido ao ferimento de seus direitos autorais por causa das mudanças unilaterais em seu projeto.
Veja mais em “Eine Vernichtungsaktion”, Entrevista com Meinhard von Gerkan no jornal die tageszeitung de 26 de maio 2006 (em alemão).

## Conceito de trânsito Berlin Hauptbahnhof
A Estação Central de Berlim é o centro do “conceito cogumelo”, cujos primeiros esboços já haviam sido feitos na época do presidente da ainda Deutsche Bundes- und Reichsbahn, Heinz Dürr.

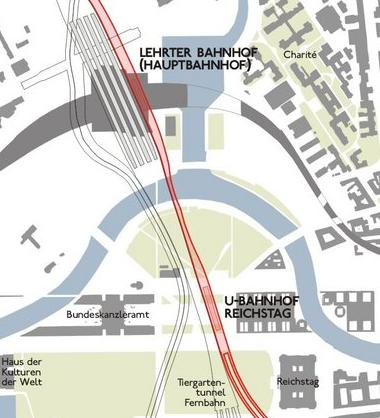
O arco do rio Spree com a Estação Central no Regierungsviertel no centro de Berlim. A destacada em vermelho é a linha de metrô U55 (começo da exploração 8 Agosto 2009).

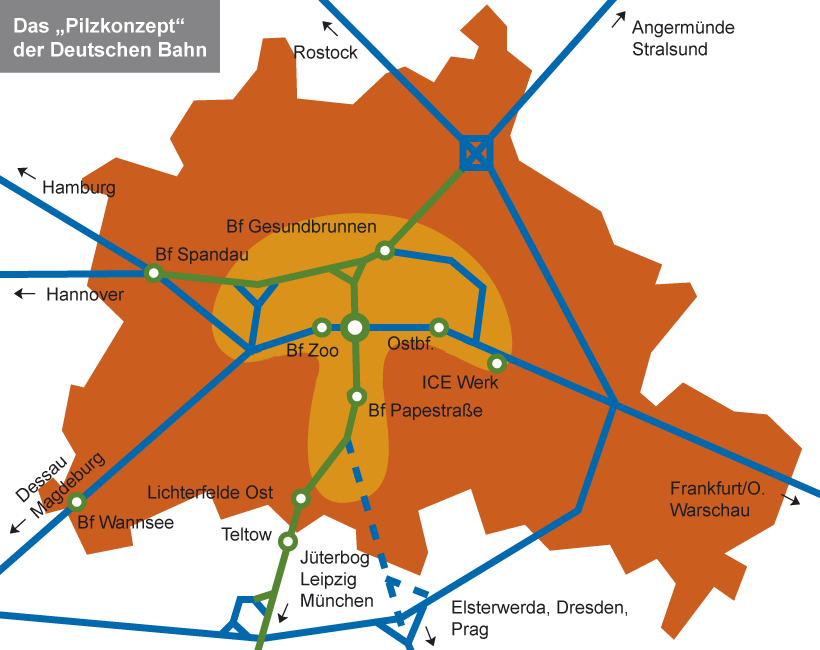
Localização central da estação no "conceito cogumelo".

A maior parte dos trens que passam por Berlim param na Estação Central, seja no nível da “Stadtbahn” com suas seis plataformas, ou no nível subterrâneo com suas oito plataformas. No traçado da Stadtbahn em direção ao leste através da “Estação Leste de Berlim”, Berlin Ostbahnhof, vai-se a Frankfurt an der Oder e à Polônia. Em direção ao oeste, há uma bifurcação após Charlottenburg em que um caminho segue para as estações berlinenses de Spandau e Wannsee, seguindo em direção a Hanôver, enquanto o outro segue para a “Estação Central de Potsdam”, seguindo em direção a Magdeburg.
A partir do nível inferior de plataformas, em direção ao norte, desemboca-se no anel ferroviário de Berlim, que vai em direção ao nordeste com parada na estação berlinense de Gesundbrunnen, seguindo para o norte de Brandemburgo e Mecklemburgo-Pomerânia Ocidental, ou em direção ao oeste via as estações berlinenses de Jungfernheide e Spandau, seguindo para Hamburgo. Em direção ao sul, passa-se pela estação regional Potsdamer Platz e pela estação Südkreuz antes de deixar Berlim em direção ao Sudeste alemão e a República Tcheca.
A Estação Central é o único ponto onde todas as linhas de RegionalExpress se econtram (com exceção da RE6), ligando-se a grandes partes de Brandemburgo e de Mecklemburgo-Pomerânia Ocidental.
A S-Bahn tem, no momento, uma plataforma à disposição no nível superior para as linhas que percorrem a Stadtbahn. Elas ligam a parte leste e a parte oeste de Berlim. Está planejada um novo traçado parcialmente subterrâneo de S-Bahn do anel norte até a Potsdamer Platz e de lá através do traçado da antiga Potsdamer Bahn até o anel sul, para que haja uma ligação local mais rápida em direção norte-sul. As medidas preparatórias necessárias já foram feitas durante a construção do Tiergartentunnel e da Estação Central.
Para o metrô foi também construída uma plataforma no nível subterrâneo. Nela, terminará a linha U55, Kanzler-U-Bahn, que vai até o Brandenburger Tor, Portão de Brandemburgo, e está prevista para ser inaugurada no começo de 2007. Até 2020, planeja-se ligá-la a U5 e, a longo prazo, estendê-la até Moabit.
A ligação de bonde através da Invalidenstraße é prevista até 2009. Além de tudo, pára aqui a linha de ônibus expressa TXL, que vai para o aeroporto de Tegel, sem contar outras poucas linhas.
Para a chegada com carro particular, estão à disposição 40 vagas grátis para parada rápida em frente à entrada na Europaplatz, assim como um estacionamento cobrado, cujos acessos se dão através do Tiergartentunnel e pela Clara-Jaschke-Straße.  Como a faixa central da Invalidenstraße, está reservada para os trilhos os trilhos dos bondes, que não conseguiram ficar prontos antes da inauguração, foi asfaltada provisoriamente, os visitantes passaram a usá-la para estacionamento, o que levou à decisão de bloqueá-la com barricadas de pedra no dia 2 de junho de 2006.
A chegada a pé com bagagem não é recomendável devido à falta de ligação da estação com um ambiente urbano desenvolvido em seu entorno. À disposição de ciclistas há 32 arcos de metal, que oferecem 64 vagas para o estacionamento de bicicletas. A estação também pode ser alcançada por táxis e rikschas sem problemas.

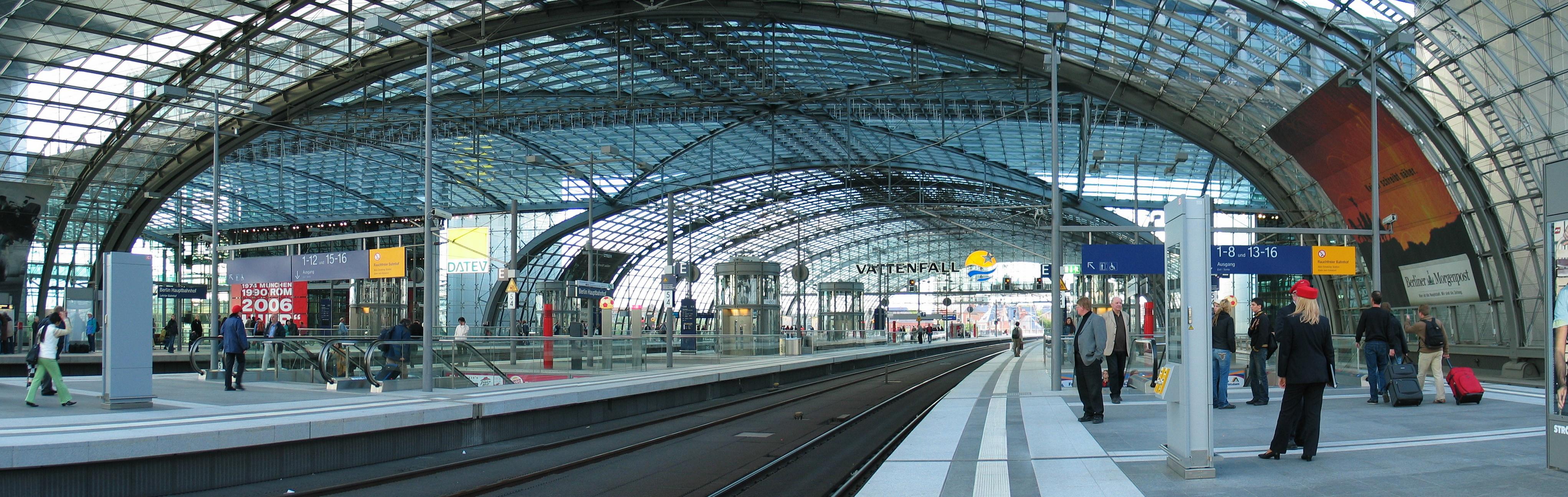
Nível superior de plataformas.

## Listas das linhas de trem
Tráfego de longa distância
- Linhas de InterCityExpress

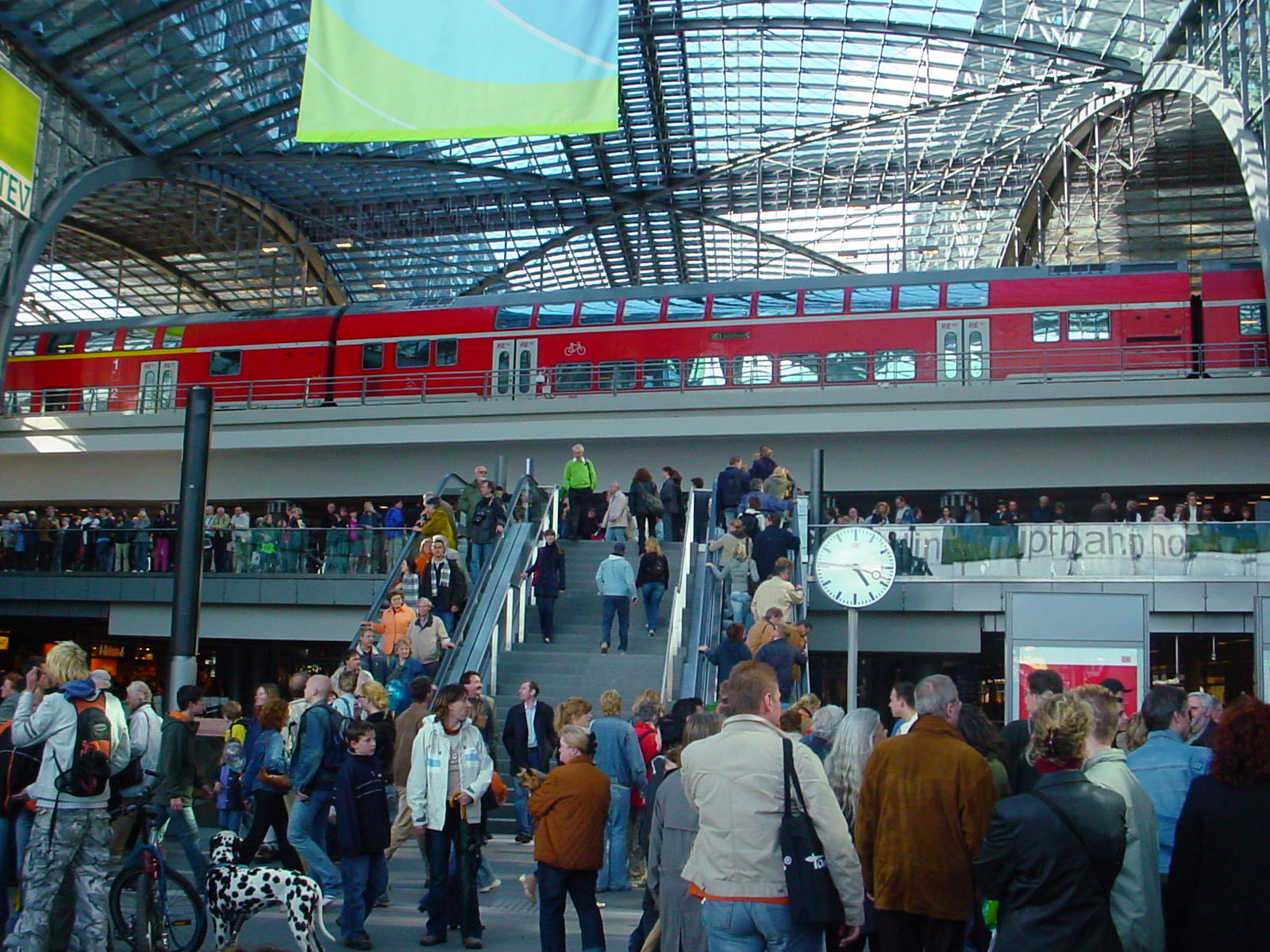
Salão de embarque e desembarque.

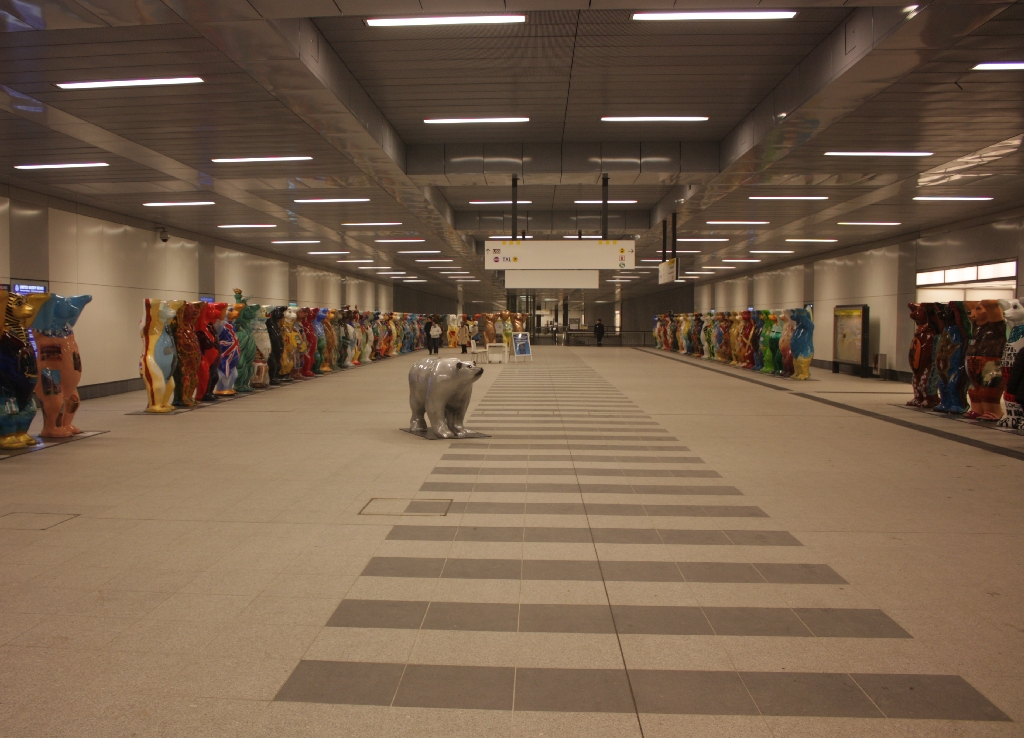
Exposição A Arte da Tolerância - 2010/11 - em Estação Central de Berlim

  - (Kiel–) Hamburgo–Berlim–Leipzig–Nuremberga–Munique (subterrâneo)
  - Berlim–Hanôver–Colônia–Bonn (–Koblenz/Coblença)
  - Berlim–Frankfurt am Main–Mannheim (–Basileia)
  - Berlim–Frankfurt am Main–Stuttgart/Estugarda–Munique (–Innsbruck)
  - Berlim–Frankfurt am Main (ICE-Sprinter; poucos trens) (subterrâneo)
- Linhas de InterCity
  - (Westerland–) Hamburgo–Berlim–Dresden (poucos trens) (subterrâneo)
  - Stralsund–Berlim–Erfurt–Düsseldorf (–Colônia) (subterrâneo)
  - Berlim–Halle an der Saale–Nuremberga–Munique (poucos trens) (subterrâneo)
  - (Stettin–) Berlim–Hanôver–Amsterdã oder Münster (Vestfália)
  - (Cottbus–Berlim–) Magdeburg–Hanôver–Norddeich Mole (poucos trens)
  - Hamburgo–Berlim–Cottbus–Cracóvia (poucos trens)
- Linhas de EuroCity
  - (Århus–) Hamburgo–Berlim-Dresden–Praga(–Viena–Bratislava) ou Budapeste (subterrâneo)
  - Berlim–Varsóvia

Tráfego regional
- Linhas de RegionalExpress
  - RE1: (Magdeburg–) Brandenburg an der Havel–Frankfurt an der Oder (–Eisenhüttenstadt)
  - RE2: Rathenow–Cottbus
  - RE3: Schwedt (Oder) ou Stralsund–Elsterwerda ou Senftenberg (subterrâneo)
  - RE4: (Wismar–) Wittenberge–Ludwigsfelde (–Luckenwalde) (subterrâneo)
  - RE5: Stralsund ou Rostock–Lutherstadt Wittenberg ou Falkenberg (Elster) (subterrâneo)
  - RE7: Dessau–Wünsdorf-Waldstadt
- Linhas de RegionalBahn
  - RB14 (Nauen–Lübbenau–Lübben/Spreewald–Altdöbern–Senftenberg)

Tráfego intrametropolitano
- Linhas de S-Bahn-Berlin
  - S5
  - S7
  - S75
  - S9
- Linha de U-Bahn
  - U5 até a Estação Hönow

## Críticas
Já durante a fase de construção da nova estação, seu conceito, tamanho, e a ele ligado “conceito cogumelo” foram criticados fortemente. O fato de que o novo conceito, em que os trens de longa distância cortariam Berlim na direção norte-sul, em vez da tradicional direção leste-oeste iria de encontro à orientação dos transportes dos transportes públicos da cidade. Com Gesundbrunnen e Südkreuz foram criadas novas estações de longa distância, porém ambas se localizariam no Oeste da cidade, além de que a “Estação Leste”, Ostbahnhof, iria ser cortada da rede de longa distância.
A Deutsche Bahn reagiu a essas críticas e resolveu, apesar do plano original, que previa a transferência da maioria dos trens de longa distância para o traçado norte-sul, deixar algumas linhas fazer o trajeto até o Ostbahnhof, como os trens vindos de Köln e Hanôver. Uma frequência maior que a programação de trens do começo de 2006 não seria sensato no traçado leste-oeste, já que nas proximidades da estação Zoologischer Garten a capacidade do trecho é reduzida, pois somente há um trilho em cada direção à disposição.
Especialmente intenso ficou o protesto, quando ficou claro que a Estação Zoologischer Garten, em razão da mudança do “conceito cogumelo”, iria ser reduzida a uma estação regional. A Deutsche Bahn usou como justificativa a estação do Zoo nunca ter sido construída para ser uma estação de longa distância e, agora, devido à falta de capacidade e a questões de segurança ligadas às plataformas estreitas, ela tinha de ser substituída. Além disso,  a parada a menos encurtaria o tempo de trânsito dos trens. A política e a mídia viam essas mudanças como falha e temiam que Berlim Ocidental perdesse, assim, um de seus centros, fazendo a ligação de trânsito se tornar pior no total. A transferência da parada de trens de longa distância para a Estação Central iria só ser feita para garantir o freqüentamento das novas lojas lá instaladas. Para os passageiros vindos dos bairros ocidentais da cidade, só iria se aumentar o tempo de viagem, se não houvesse parada na estação do Zoo e sem uma boa ligação à Estação Central, especialmente, para os destinos no oeste. Por isso, a reivindicação de tornar a fazer parar os trens em direção a Hanôver na estação do Zoo, que, do mesmo, já passam direto por ela, fica cada vez mais forte. Como mais prejudicial para entorno da estação do Zoo pode se tornar a crítica que a nova Estação Central não é bem ligada a outros transportes públicos, o que pode levar à possível transferência do hub de ônibus da Hardenbergplatz, em frente à estação do Zoo, para a Estação Central. Uma medida como essa iria diminuir o freqüentamento da estação do Zoo ainda mais, o que afetaria a atratividade do bairro mais ainda.
Uma concorrente da DB, a Connex, informou que seus atuais e futuros trens continuariam a parar na estação do Zoo, deixando de parar na Estação Central.
Os críticos também usaram como argumento o fato de que a nova estação não estar em um bairro tanto residencial quanto comercial, e sim na “terra de ninguém”. A manchete de um jornal que já para o velho Lehrter Bahnhof no século XIX foi resgatada: "Tão longe os olhos  alcançam, não se vê um edíficio cujos ocupantes possam utilizar a parada". Também o fato de que a ligação  ao metrô e à linha em sentido norte-sul (S21) de S-Bahn ainda iria demorar anos, foi criticada.
Uma das críticas principais foram os custos da obra e a restruturação do sistema ferroviário berlinense ligadas a ela (estimativa de gastos totais de 10 bilhões de euros). O parlamentar europeu e expert de transportes do partido verde alemão, Michael Cramer, criticou a explosão de custos e o fato de que a estação ter sido planejada nos tempos da euforia pós-reunificação, em que se prognosticava seis milhões de habitantes para Berlim.

## Uso comercial

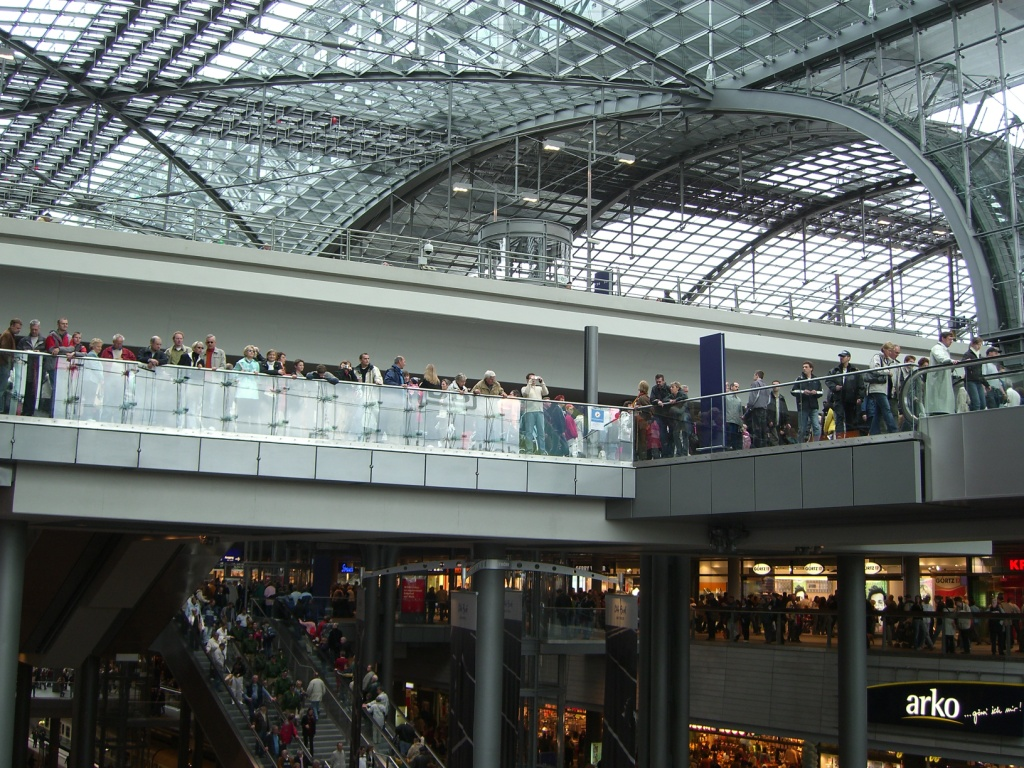
Níveis de lojas na Estação Central berlinense.

A nova Estação Central é um importante imóvel comercial. Em três andares, oferece 15000 m² de superfície de compras para cerca de 80 lojas de varejo nas áreas de roupas femininas e masculinas, gastronomia, alimentos, conveniência, presentes, saúde e bem-estar entre outras, que, em parte, já haviam sido alugadas muito antes da inauguração. As lojas ficam abertas todos os dias, das 8h às 22h. Como loja âncora há uma loja da Virgin. No total, trabalham 900 pessoas na estação, entre elas 150 empregados da DB.
Sobre o uso dos 42000 m² de espaço para escritórios nos “prédios arcos” ainda não foi decidido definitivamente, porém a DB já anunciou em seu site que irá se mudar para um dos dois prédios. Já há algum tempo, que a DB segue a estratégia de substituir imóveis alugados por próprios.
Pela primeira vez desde a demolição da antiga estação de S-Bahn, Lehrter Stadtbahnhof, foram reabertos desde a inauguração em 26 de maio de 2006 a Friedrich-List-Ufer, a rua de ligação no Humboldthafen em direção da Washingtonplatz, além da ponte de pedestre Gustav-Heinemann. Em baixo dos trilhos de longa distância para o porto, encontra-se a entrada de fornecedores leste.

## Entorno da estação – Lehrter Stadtquartier
Com a construção da estação, foi feito um plano de desenvolvimento urbano e de edificação para o seu entorno imediato. Com isso, foram criadas duas novas praças que se encontram uma em cada lado da estação. A do norte da estação recebeu o novo nome de Europaplatz, enquanto, a do sul Washingtonplatz. O resto do entorno foi batizado de Lehrter Stadtquartier. Para isso, já foi realizado, em 1994, um concurso de desenvolvimento urbano, no qual o projeto de Oswald Mathias Ungers foi consagrado vencedor. A partir dessa base, está sendo preparado um plano de obras. O desenvolvimento deve ser finalizado no verão de 2006. Principal proprietário do terreno é a sociedade imobiliária Vivico, que também desenvolve o projeto no terreno.
Já terminadas foram cinco ruas traçadas em forma de tabuleiro de xadrez no sudoeste do terreno, ligando a Invalidenstraße com a rua Alt-Moabit, assim como uma rua paralela ao curso do rio Spree. A rua paralela ao Humboldthafen, Friedrich-List-Ufer, foi reformada e retificada.
O projeto de Ungers para as áreas da Vivico prevê sete edifícios independentes no oeste do Stadtquartier, sendo dois ao norte e cinco no sul, estendendo-se de norte a sul nas novas ruas construídas. Nenhum pode ter uma altura maior que 22 metros, para não ultrapassar o telhado leste-oeste da estação. Para essas edificações, já foi lançado o edital do concurso para o detalhamento do projeto.
Além dessa construção em bloco tradicional, o projeto de Ungers prevê dois arranha-céus. Na parte norte da Europaplatz, deve ficar uma torre de escritórios de 100 metros de altura, para qual ainda tem de ser achado um investidor, depois da decisão da DB de se mudar para os prédios da própria estação em vez dela. Na Washingtonplatz, dever ser construído um prédio em forma de cubo com lados de 40m. O plano de edificação prevê a construção de cerca de 145.000 m² de área no interior dos edifícios. De acordo com a Vivico, escritórios devem dominar lá, entretanto, um hotel e lojas de varejo são possíveis. Residências não devem ser feitas devido ao barulho da estação.